# Tiel
Tiel es un municipio y una ciudad de la Provincia de Güeldres de los Países Bajos.

## Galería

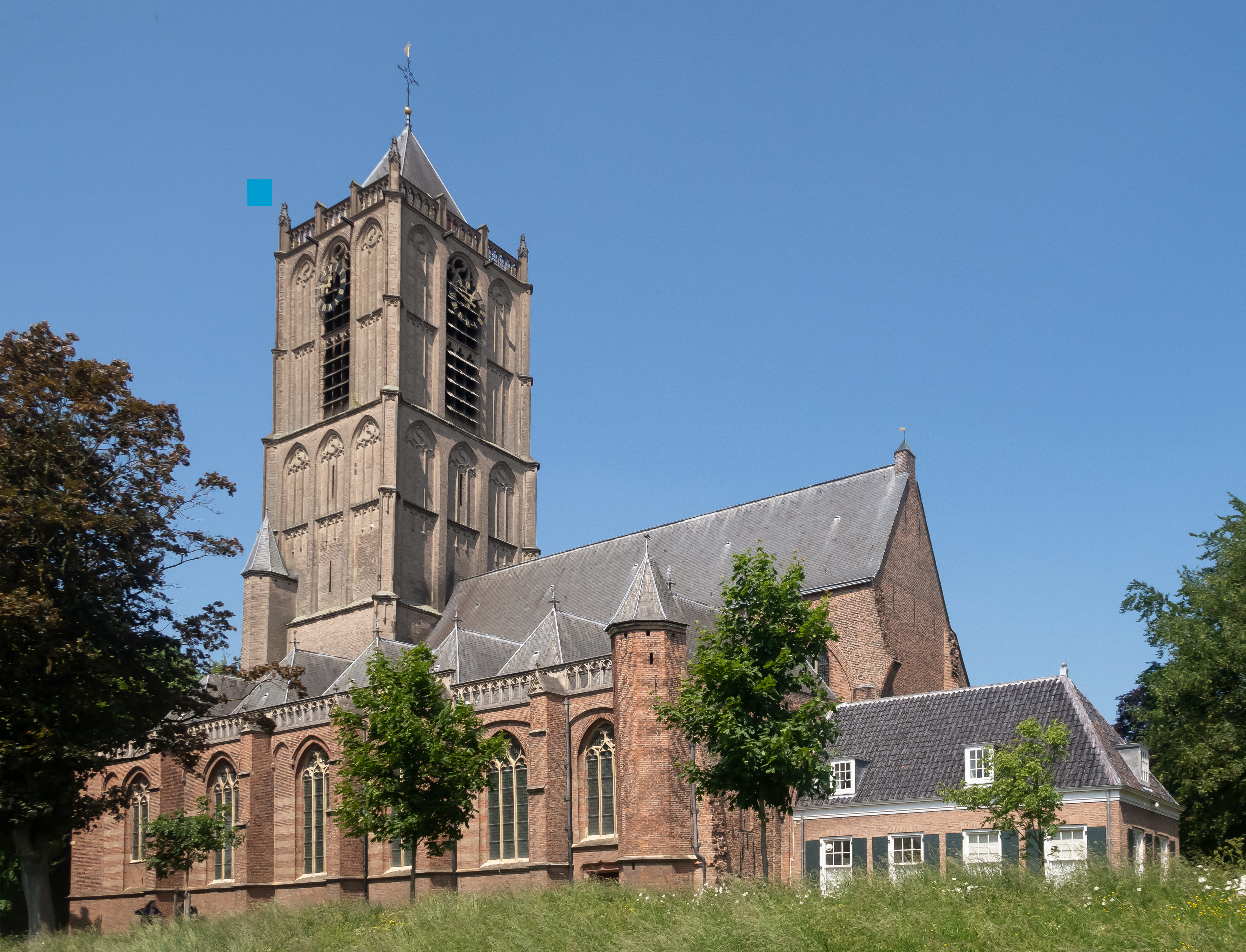
La iglesia: la Grote Kerk o la Sint-Maartenskerk
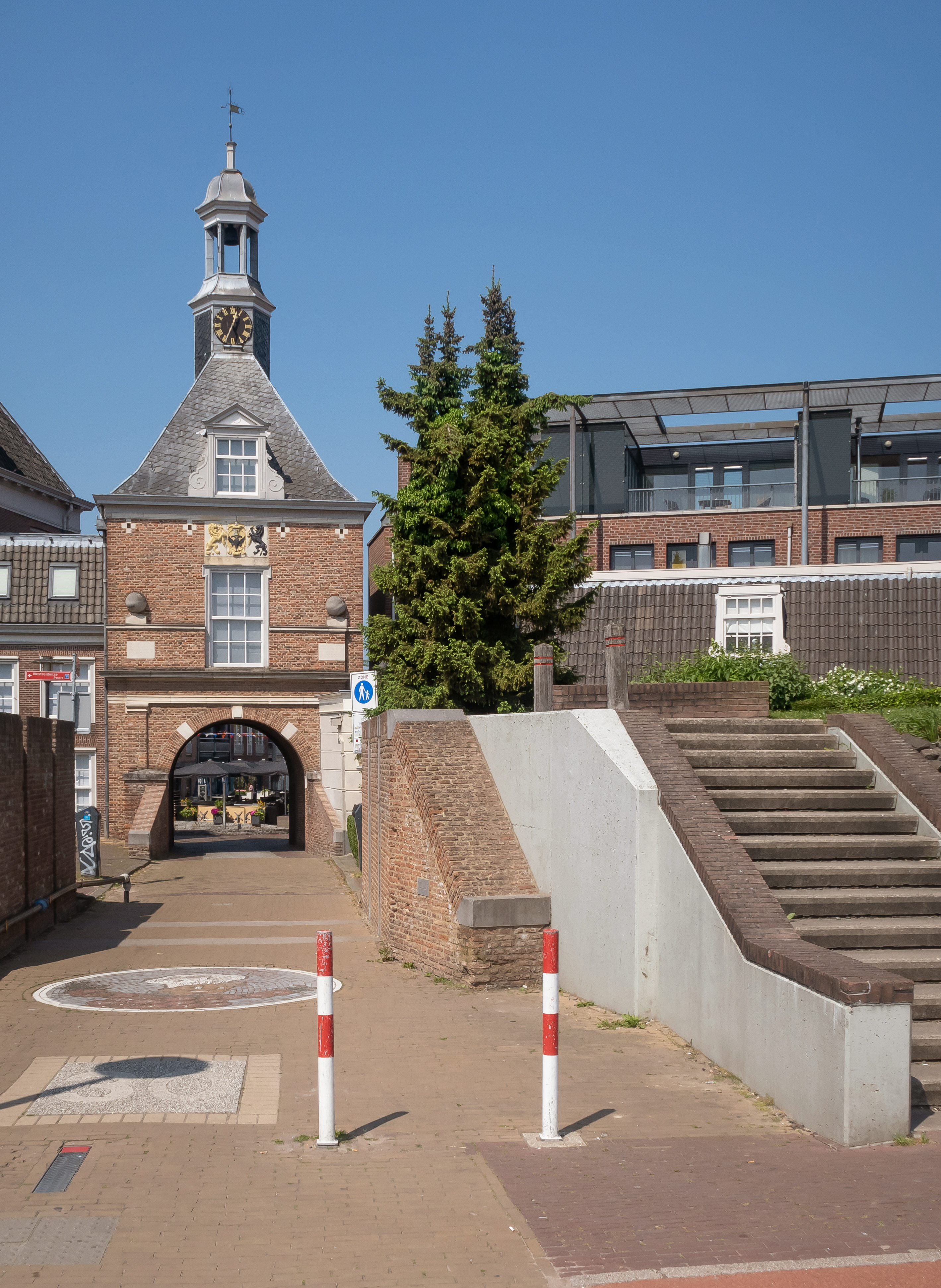
Tiel, la porte de la ciudad (la Waterpoort) desde el Havendijk
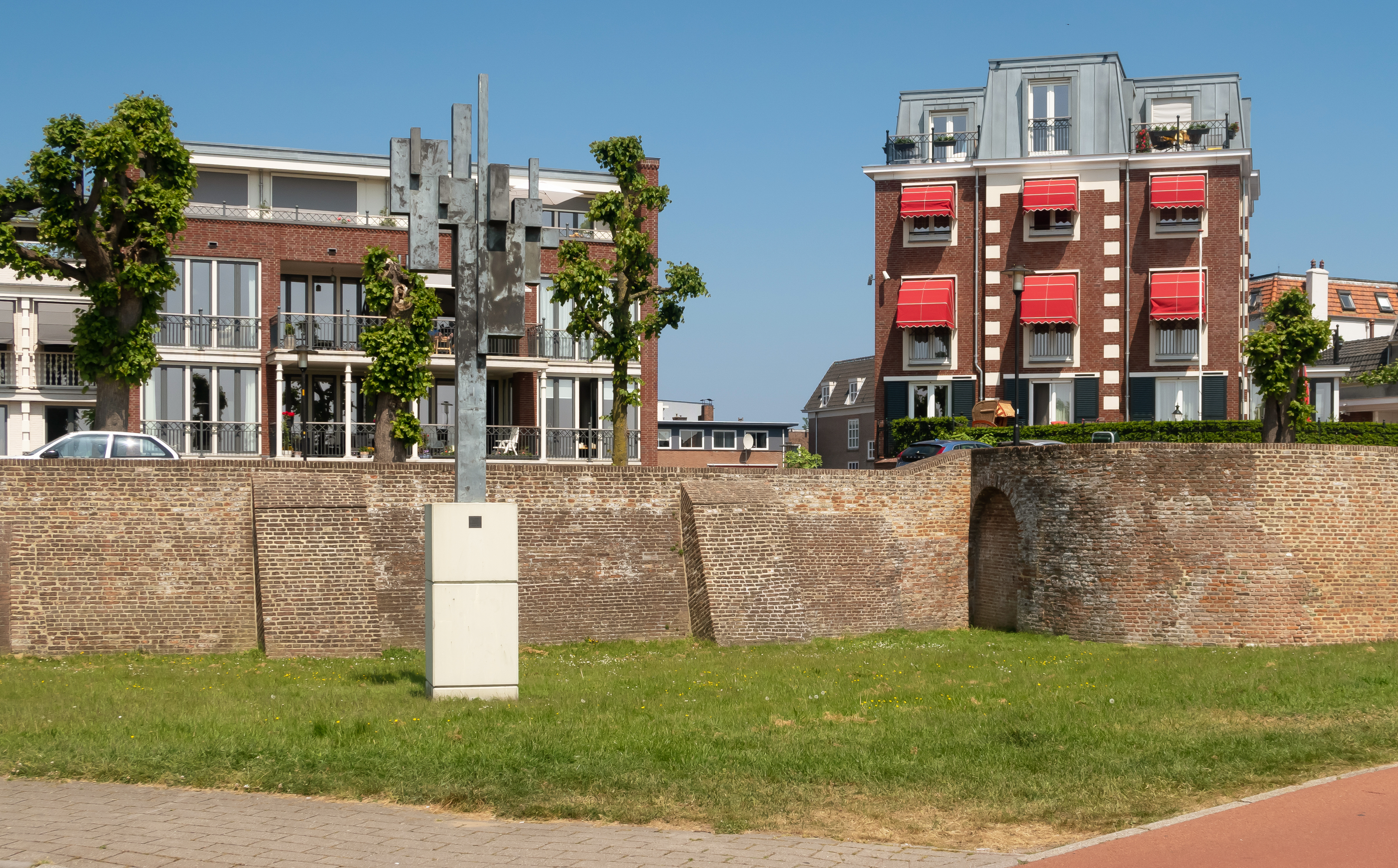
la escultura: el Ejercicio de Equilibrio Interior de Pieter Kooistra
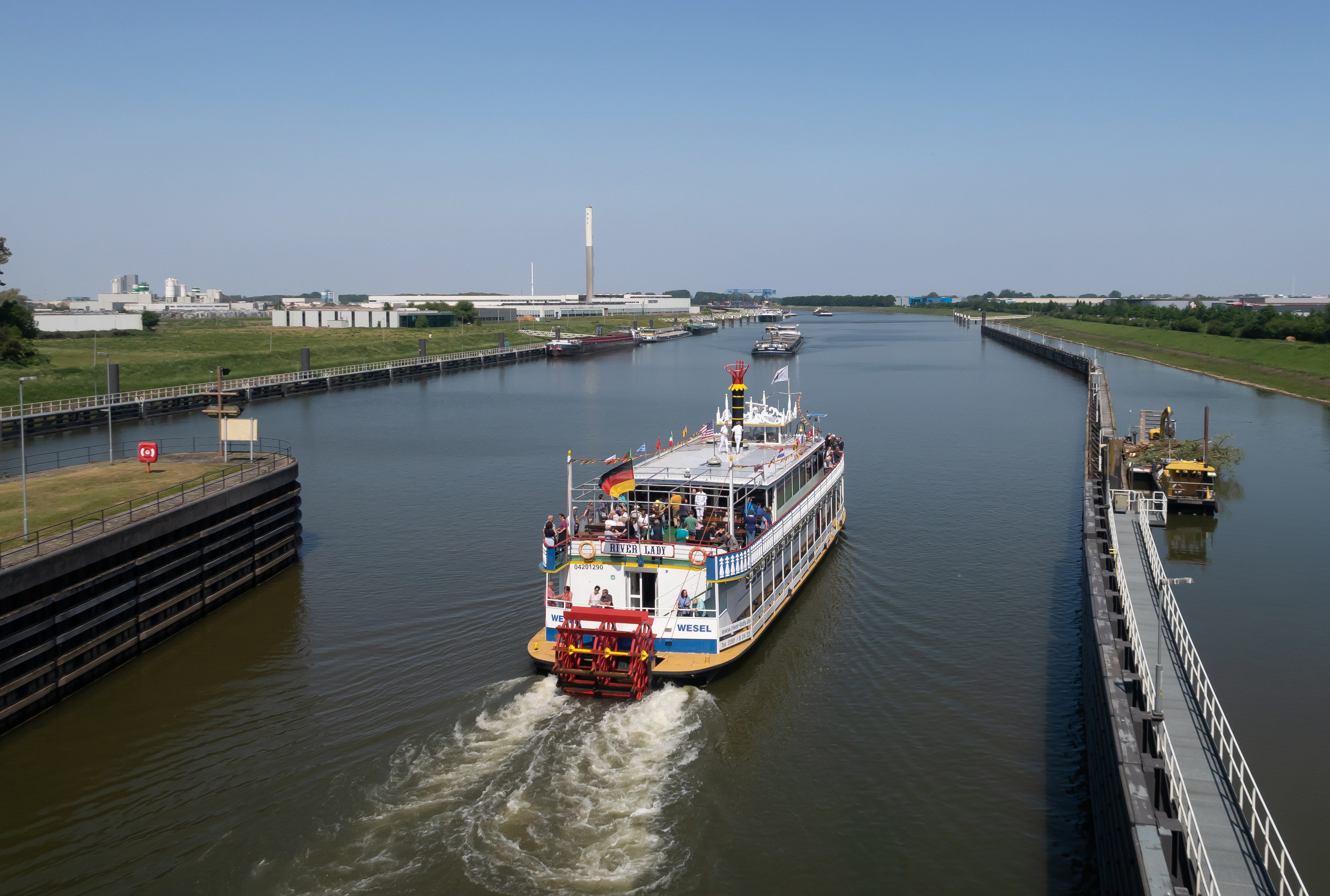
El Canal Amsterdam-Rin cerca Tiel
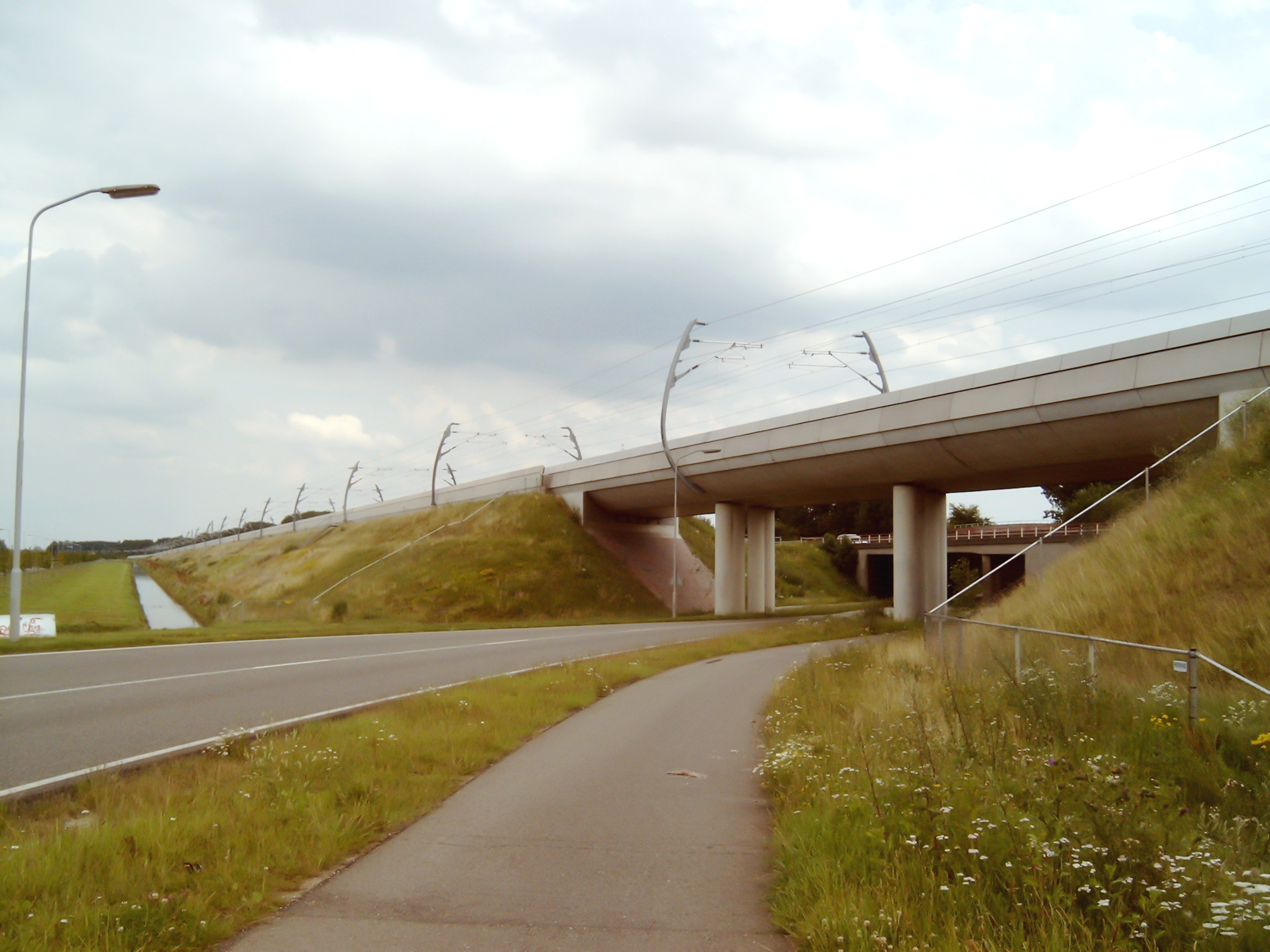
La línea Betuwe cerca Tiel